# Ramal Temuco-Carahue
El ramal Temuco-Carahue fue un ramal ferroviario de Chile, el cual conectaba la ciudad de Temuco con la localidad de Carahue, en la región de La Araucanía. Entró en operaciones en 1909, operando con normalidad hasta la década de 1990, cuando este ramal es abandonado, siendo posteriormente levantado en 2005. Actualmente la mayoría de su infraestructura sobrevive en buenas condiciones.

## Historia
El proyecto de un ramal que uniera la ciudad de Temuco con la costa viene desde la década de 1890, con la idea de que los productos agrícolas producidos en la Araucanía tuvieran una mayor accesibilidad al transporte marítimo, por lo cual en 1899 se autoriza al gobierno a invertir cerca de quinientos mil pesos para estudiar e iniciar el proyecto del ferrocarril a Carahue. Los trabajos se inician ese mismo año, llegando a Nueva Imperial en 1902.
El mayor obstáculo que se presentaba en el proyecto del ferrocarril hacia Carahue era el Río Cholchol, por lo cual para que el ramal lograra pasar a través de este último, se encargó la construcción de un puente que atravesara el río. El 5 de agosto de 1902 se inaugura el puente Cholchol, para lo cual una locomotora junto a sus carros debía de hacer su paso a través del puente. Al ingresar la formación al puente, este último no soportó el peso del convoy, derrumbándose y provocando la muerte del personal del tren junto a unos obreros. Este evento fue conocido como La tragedia de Cholchol. 
Posterior al desastre, en 1906 se encarga la construcción de un nuevo puente y esta vez metálico, a diferencia del anterior que estaba hecho de madera. El puente es encargado a la empresa francesa Schneider y Creusot, la cual ya había realizado obras como la Estación Central de Santiago y el Viaducto del Malleco.
Los trabajos para extender el ramal continúan de forma acelerada, llegando a Carahue en 1909, inaugurándose el ramal el 30 de julio de ese mismo año.
El ramal operó con normalidad hasta la década de 1990, cuando el ramal empieza a dejar de prestar servicios, siendo abandonado. Finalmente en 2005 se autoriza el levantamiento de las vías del ramal.

## Infraestructura
El ramal era de trocha ancha (1676mm), contando con 6 estaciones, más un paradero de menor importancia. Estas detenciones eran:
- Estación Temuco
- Paradero Prat
- Estación Labranza
- Estación Boroa
- Estación Nueva Imperial
- Estación Ranquilco
- Estación Carahue